# Тврђава Липовац
Липовац је тврђава у Србији, чији се остаци налазе код истоименог села,10 километара источно од Алексинца. Помиње се почетком XV века као једна од тврђава у Српској деспотовини. Заузео га је и разорио Бајазитов син Муса, током напада на Србију 1413. године, у коме је заузео читав низ градова у Моравској долини.
Данас има остатака утврђења.